# Лужицка

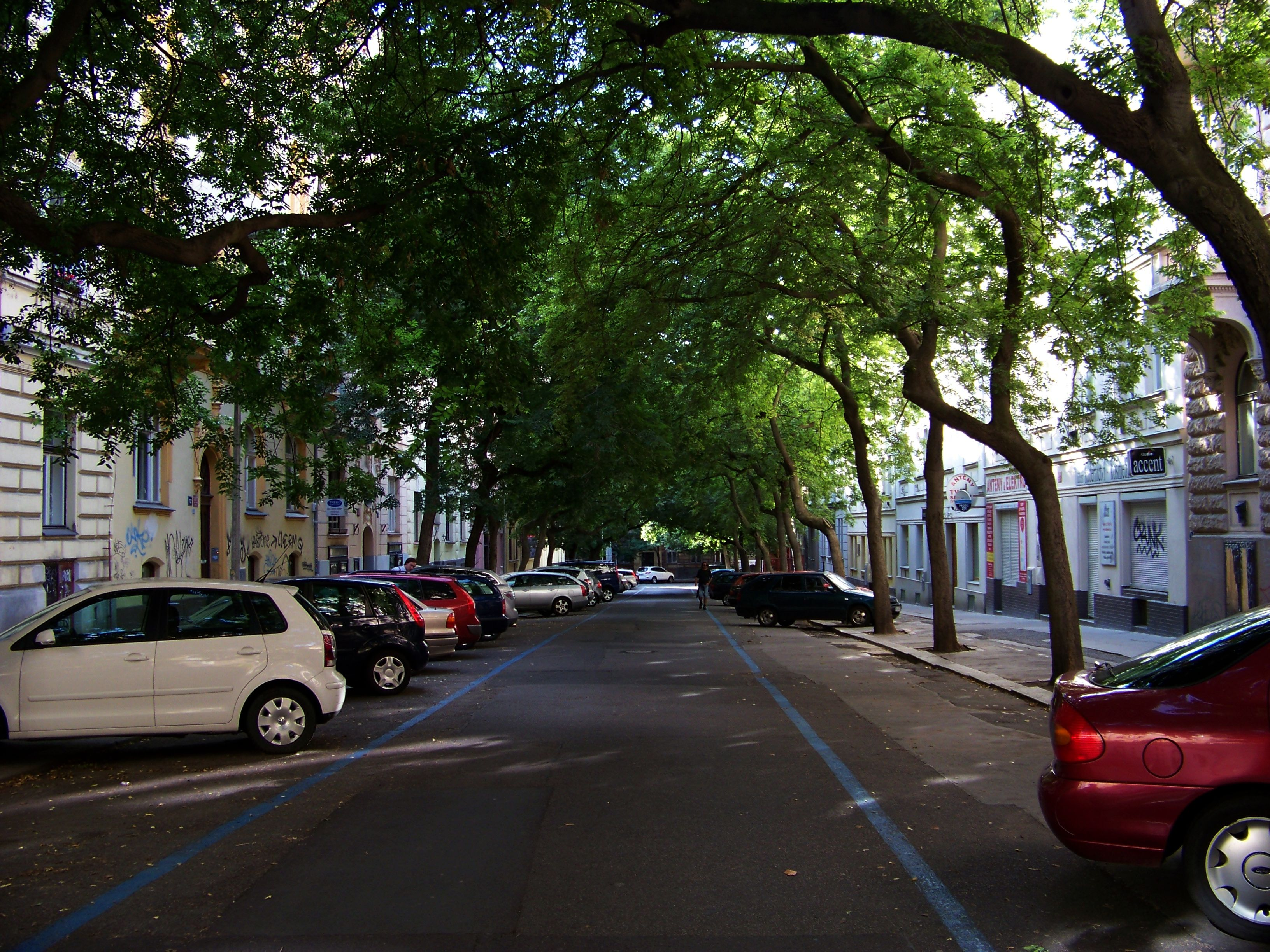
Вид на улицу со смыкающимися кронами деревьев

Лужицкая (чеш. Lužická) — улица в городе Прага, Чехия. Соединяет улицы Будечская и Кладская.
Берёт начало от улицы Будечской и продолжается перпендикулярно от неё на восток, немного в гору. Далее пересекает улицу Шумавская, а затем улицу Ходскую, и упирается в сады братьев Чапеков. На углу Лужицкой и Кладской расположена Кладская начальная школа.
Первые два квартала улицы размечены фиолетовой зоной парковки, последний — синей. По всей длине улицы над ней смыкаются густые кроны каркаса западного, большинство домов относятся к концу XIX века. Улица названа в честь Лужицы, исторической территории Германии. Название было присвоено в 1900 году.
В 1940—1945 годах улица носила имя немецкого историка Леопольда фон Ранке. До постройки улицы на этом месте было поле.
В 2011 году озеленение улицы было номинировано на конкурс Аллея года, но не получило награду.